# Toki pona

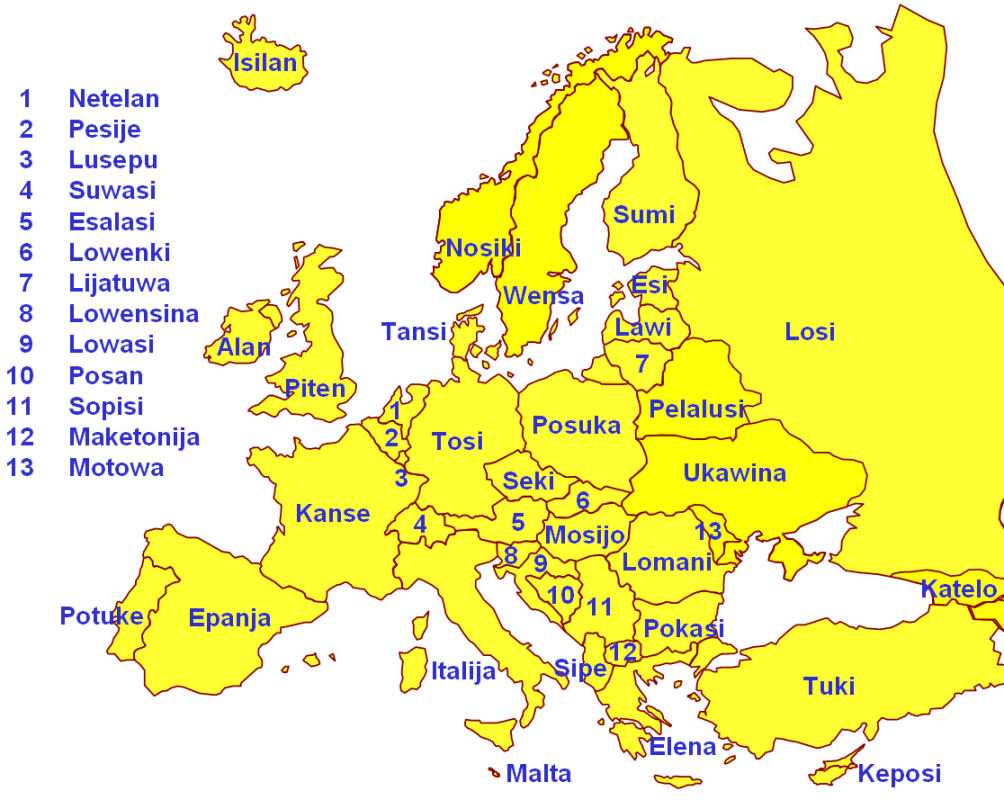
Mapa de Europa en toki pona.

El toki pona es una lengua artificial iniciada por la traductora y lingüista canadiense Sonja Lang como lengua artística filosófica. Se publicó por primera vez en Internet a mediados de 2001 y apareció su libro completo Toki Pona: The Language of Good (Toki Pona: El Idioma del Bien) en 2014.
Se trata de una lengua minimalista que se centra en reducir el pensamiento a los conceptos más universales a la experiencia humana, y así llegar a conclusiones más puras. Consta de 14 fonemas, 120 vocablos "estándares" y otros 11 de uso extendido. No pretende ser una lengua auxiliar internacional, sino —como afirma la autora— un «yoga para la mente» ligeramente vertebrado en torno a la filosofía taoísta.A pesar del objetivo original de la lengua, actualmente su comunidad la utiliza para propósitos más generales, empleándose para varias formas de entretenimiento como literatura, música, juegos y discusiones. ISO 639-3 categoriza al toki pona como un «pequeño idioma mundial».

## Etimología
El nombre 'toki pona' se compone de la palabra toki 'idioma/hablar/decir/etc.' y la palabra pona 'bueno/bien/simple'. La palabra toki viene de tok en tok pisin que se deriva de talk del inglés, y la palabra pona viene de bona del esperanto, otra lengua construida.

## Historia
Sonja Lang publicó una versión temprana del idioma en 2001 por el Internet y la comunidad empezó a crecer. La comunidad hablaba al principio sobre el idioma en toki pona, inglés y otros idiomas por Yahoo! Groups. El grupo tuvo alrededor de 500 miembros a lo sumo. Los mensajes están archivados ahora en un foro en phpBB.
En 2014, Lang publicó el libro oficial Toki Pona: The Language of Good y la versión de francés en 2016. En 2021, Lang editó su segundo libro, Toki Pona Dictionary, un comprehensivo diccionario bilingüe Toki Pona–Inglés, incluyendo más de 11 000 entradas y detallando el uso del idioma según su investigación a través de encuestas efectuadas en el servidor de Discord ma pona pi toki pona durante unos meses. El libro presenta las 120 palabras originales más 17 nimi ku suli (palabras importantes del diccionario) que fueron usadas por más del 40% al menos de los que respondieron a la encuesta. También contiene 45 palabras dadas por el 40% o menos de los participantes, llamadas nimi ku lili (palabras pequeñas del diccionario).

## Fonología
El toki pona está reducido fonéticamente casi a la mínima expresión. Recuerda al japonés pero carece de pares sorda/sonora, geminaciones, diptongos, vocales largas y palatalizaciones.
| Consonantes | labial | alveolar | velar |
| ----------- | ------ | -------- | ----- |
| nasal       | m      | n        |       |
| oclusiva    | p      | t        | k     |
| fricativa   |        | s        |       |
| Aproximante | w      | l        | j     |

| Vocales | Anteriores | Posteriores |
| ------- | ---------- | ----------- |
| Cerrada | i          | u           |
| Media   | e          | o           |
| Abierta | a          | a           |

| a       | e  | i   | o   | u  |
| ja      | je | (2) | jo  | ju |
| ka      | ke | ki  | ko  | ku |
| la      | le | li  | lo  | lu |
| ma      | me | mi  | mo  | mu |
| na      | ne | ni  | no  | nu |
| pa      | pe | pi  | po  | pu |
| sa      | se | si  | so  | su |
| ta      | te |     | to  | tu |
| wa      | we | wi  | (3) |    |
| (+n)(4) |    |     |     |    |

(1): La u puede ser o no labializada. Solo las sílabas de inicio de palabra pueden empezar por vocal.
(2): La j corresponde con la [j] de la AFI. "ji" y "ti" pasan a "si".
(3): "wo" y "wu" pasan a "o" y "u".
(4): La n de final de sílaba no puede preceder a una nasal (m o n) en la misma palabra. Seguida de p o k puede mutar a bilabial o velar, aunque no queda reflejado en la escritura.
La sílaba tónica es la primera sílaba de cada palabra. En toki pona no se usan tildes.

## Gramática
La lengua tiene una estructura del tipo sujeto verbo objeto.
Algunas características básicas: 
- la palabra li suele separar sujeto de predicado
- la palabra e precede al objeto directo
- los objetos directos preceden a los sintagmas preposicionales
- la palabra la separa el contexto (como locuciones adverbiales) del resto de la frase.

### Nombres
En toki pona, los nombres propios se tratan como adjetivos que modifican un sujeto. El proceso por el cual se adapta la grafía de un nombre a la ortografía del toki pona se conoce como tokiponización.
Así, tenemos que Cuba podría ser ma Kupa; Europa, ma Elopa; Ecuador, ma Ekato; España, ma Epanja; etc.
nimi mi li jan Kolin ("mi nombre es Colin")

### Adjetivos
El núcleo de un sintagma nominal precede al resto del sintagma: la palabra modificada va antes que los modificadores.
El orden en que los modificadores operan es similar al usado en el español: jan pona lukin ("persona"+"bien"+"mirar") se interpreta como ((jan pona) lukin), es decir "amigo que mira" ("amigo" se traduce como "persona buena"). Para cambiar ese orden se usa la partícula pi (un poco similar a "de"). Así, jan pi pona lukin se interpreta como (jan (pona lukin)), es decir "persona guapa" ("guapo" se traduce como "que se ve bien", cf. "good-looking").
Los demostrativos, numerales y pronombres posesivos van detrás de los demás modificadores.

### Verbos
li es la partícula utilizada para separar el verbo del sujeto, cuando este no es mi "yo" o sina "tú" solo.
Los verbos, a diferencia del español, no se rigen por tiempo. Por ejemplo, mi moku podría significar "yo como", "yo comí" o "yo comeré" etc.
No hay verbo "ser/estar", ya que un sustantivo más un adjetivo pueden traducirse como:
mi pona "soy bueno"
También, si uno une un verbo y un pronombre, o un sustantivo, puede tomar diferentes significados, ya que las palabras en Toki Pona tienen varios significados:
mi moku "yo como" o "yo soy comida"
ma Kupa pona "Cuba buena", pero ma Kupa li pona "Cuba es buena"
La partícula e viene antes de un verbo transitivo para marcar el objeto directo.
mi moku e kili. “Como la fruta.”

### Preposiciones
El objeto de una preposición viene directamente después. No se usa la partícula e con preposiciones. También una preposición puede tomar el lugar de un verbo regular.
sina lape lon supa. “Duermes en el sofá.”
ona li lon tomo. “Está en el edificio.”
mi tawa esun. “Voy al mercado.”

## Vocabulario

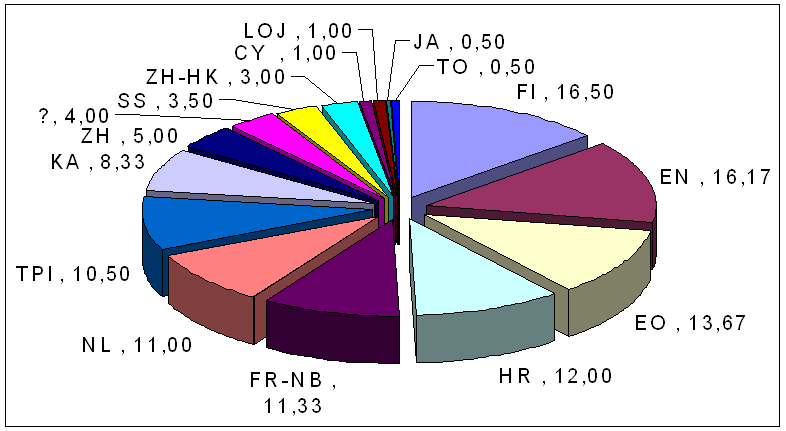
Origen de las 120 palabras básicas del toki pona, utilizando datos de la página web oficial (leyenda y más información pinchando en la imagen).

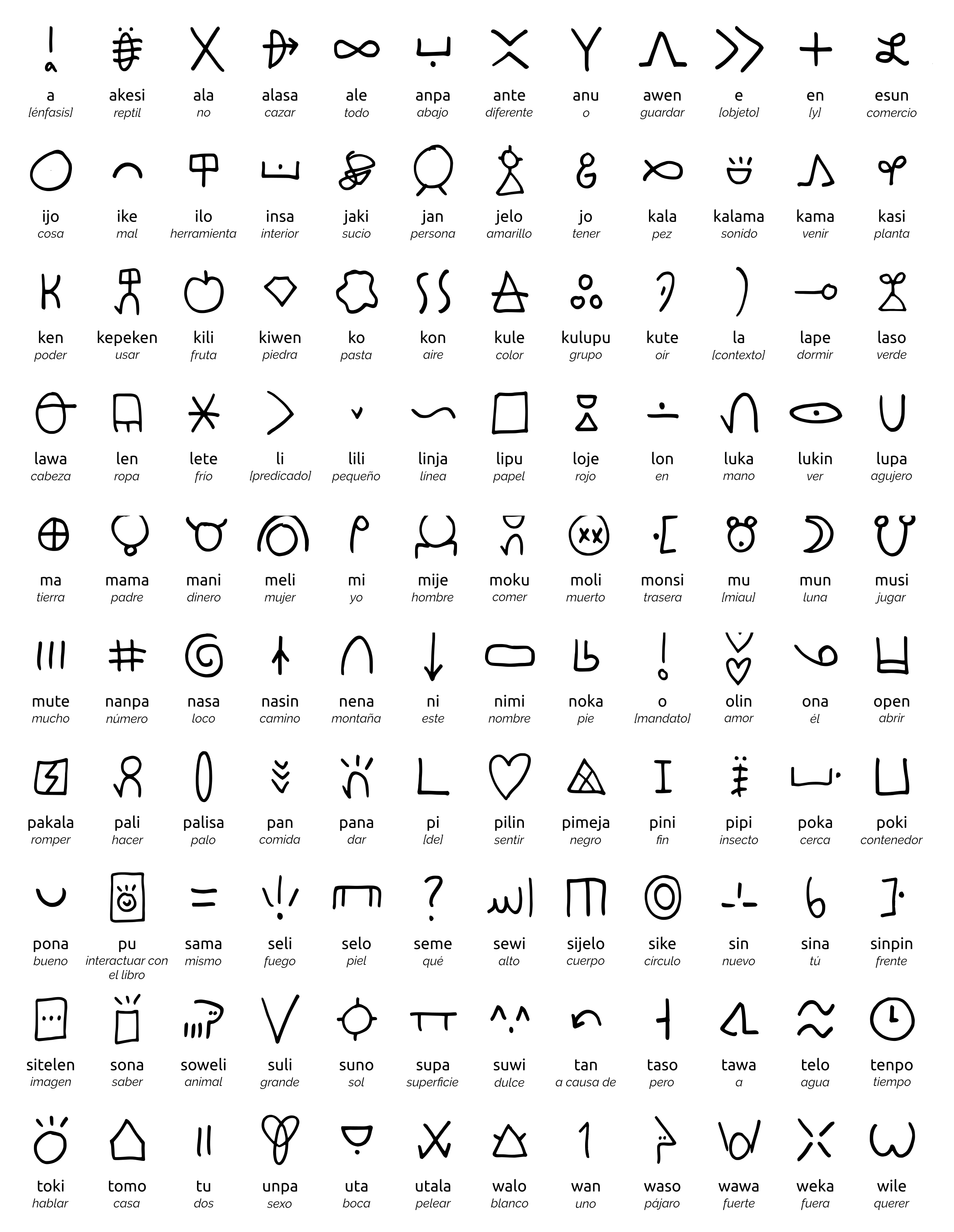
Las palabras de toki pona con definiciones y los símbolos de sitelen pona

El repertorio de 120 palabras fue diseñado según los principios de una vida simple y sin las complicaciones de la civilización occidental moderna. Se trata de usar un vocabulario minimalista que utiliza espacios semánticos muy ámplios para lograr el mayor efecto con menos.
Desde la publicación del libro oficial, han surgido palabras creadas por la propia comunidad que han entrado en uso común. En 2021 se publicó Toki Pona Dictionary (Diccionario de toki pona), un diccionario compilado por Sonja Lang que documenta el uso del idioma en la comunidad durante ese momento histórico. En este, aparecen 17 neologismos con un alto porcentaje de uso (conocidos como nimi ku suli, «palabras importantes del diccionario»), junto con otros 42 más extraños (conocidos como nimi ku lili, «palabras pequeñas del diccionario»). Según las encuestas realizadas en 2024, hay 131 palabras consideradas «universalmente entendidas».
Las palabras proceden etimológicamente del inglés, del tok pisin, del finés, georgiano, neerlandés, francés acadiano, esperanto, croata, chino (tanto mandarín como cantonés) y más.
Existen sínonimos poco utilizados u obsoletos. ali es una alteración aceptada de ale (todo). iki solía ser el pronombre de tercera persona, pero fue sustituido por ona. En el libro oficial, kin, namako y oko aparecen como sinónimos de a (exclamación), sin (nuevo) y lukin (ver), pero tanto antes como después de la publicación la comunidad ya usaba estas palabras con significados diferentes.

### Colores

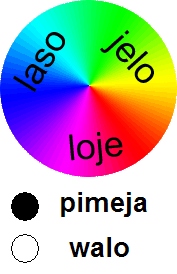
Colores del toki pona

Al igual que en unas algunas lenguas naturales, el toki pona carece de una palabra que sirva para designar el verde como un color distinto del azul, esto se resuelve mezclando los colores: por ejemplo, verde podría ser: "jelo laso" (jelo) amarillo + (laso) azul.

### Números
| Números        | Números        | Números          | Números          |
| Sistema simple | Sistema simple | Sistema complejo | Sistema complejo |
| Números        | toki pona      | Números          | toki pona        |
| -------------- | -------------- | ---------------- | ---------------- |
| 0              | ala            | 0                | ala              |
| 1              | wan            | 1                | wan              |
| 2              | tu             | 2                | tu               |
| 3+             | mute           | 3                | tu wan           |
| ∞              | ale            | 4                | tu tu            |
|                |                | 5                | luka             |
| 6              | luka wan       |                  |                  |
| 7              | luka tu        |                  |                  |
| 8              | luka tu wan    |                  |                  |
| 9              | luka tu tu     |                  |                  |
| 10             | luka luka      |                  |                  |

El toki pona solo tiene palabras para "uno" (wan), "dos" (tu) y "muchos" (mute). Pese a que la autora lo desaconseja, unos hablantes usan su sistema más complejo que usa luka como cinco y en que se combinan los números pequeños para formar números más grandes.
Desde la publicación del libro oficial, ale fue validado como una traducción de "100" y mute como "20", permitiendo la expresión de cantidades de forma más concisa.

## Literatura
Existen varias obras originales y traducidas en toki pona. En febrero de 2024, Sonja Lang inició una serie de cuentos en toki pona conocida como su, empezando con una adaptación de El maravilloso mago de Oz. A fecha de 2024, la novela original más larga escrita en toki pona es nasin Lanpan, con 66372 palabras.
Durante el Congreso Internacional de esperanto celebrado en Sarajevo en agosto de 2007, se celebró una sesión especial dedicada al toki pona en la que participaron 12 hablantes de la misma.
Se creó una Wikipedia en toki pona en 2004, pero fue cerrada en diciembre de 2008. sona pona es una enciclopedia colaborativa sobre toki pona.
Muestra de texto en toki pona: El Padre nuestro
Esta muestra refleja una versión antigua de la lengua.

mama pi mi mute

mama pi mi mute o,

sina lon sewi kon.

nimi sina o sewi en pona.

ma sina o kama.

jan o pali e wile sina en lon sewi kon en lon ma.

sina o pana lon tenpo suno ni e moku tawa mi.

o weka e pali ike mi, sama la mi weka e pali ike pi jan ante.

o pana ala e wile ike tawa mi.

o awen e mi weka tan ike.

ni li nasin.

Puede oírse la pronunciación aquí (enlace roto disponible en Internet Archive; véase el historial, la primera versión y la última)..
ma tomo Pape (La Torre de Babel)

Traducido por Pije

jan ali li kepeken e toki sama.

jan li kama tan nasin pi kama suno li kama tawa ma Sinale li awen lon ni.

jan li toki e ni: "o kama! mi mute o pali e kiwen.
 
o seli e ona."

jan mute li toki e ni:

"o kama! mi mute o pali e tomo mute e tomo palisa suli.

sewi pi tomo palisa li lon sewi kon.

nimi pi mi mute o kama suli!

mi wile ala e ni: mi mute li lon ma ante mute."

jan sewi Jawe li kama anpa li lukin e ma tomo e tomo palisa.

jan sewi Jawe li toki e ni:

"jan li lon ma wan li kepeken e toki sama li pali e tomo palisa.

tenpo ni la ona li ken pali e ijo ike mute.

mi wile tawa anpa li wile pakala e toki pi jan mute ni.

mi wile e ni: jan li sona ala e toki pi jan ante."

jan sewi Jawe li kama e ni: jan li lon ma mute li ken ala pali e tomo.

nimi pi ma tomo ni li Pape tan ni: jan sewi Jawe li pakala e toki pi jan ali.

jan sewi Jawe li tawa e jan tawa ma mute tan ma tomo Pape.

wan taso (Soledad -literalmente: uno solo-)

Poesía oscura adolescente

ijo li moku e mi.

 mi wile pakala.

 pimeja li tawa insa kon mi.

 jan ala li ken sona e pilin ike mi.

 toki musi o, sina jan pona mi wan taso.

 telo pimeja ni li telo loje mi, li ale mi.

 tenpo ale la pimeja li lon.